# Chanté's Got a Man
"Chanté's Got a Man" är en R&B-låt framförd av den amerikanska sångerskan Chanté Moore, komponerad av James Harris, George Jackson och Terry Lewis till Moores tredje studioalbum This Moment Is Mine.
I låten sjunger framföraren om en lycklig relation och uppmuntrar kvinnor att tro att det visst finns bra män. Låten är en slow jam som drivs av piano och innehar en jämn basgång. Låten gjorde Moore till en förebild bland unga afroamerikanska kvinnor eftersom spårets tema, till skillnad från mycket annan R&B-musik, spred positivt ljus över män i demografin. "Chanté's Got a Man" märkte sångerskans första musiksingel på fyra år efter ett uppehåll sedan 1995. Låten släpptes till radio den 4 februari 1999. Marknadsföring till låten började den 10 mars medan CD/Maxi- och vinylsinglar erbjöds i musikaffärer kring den 4 maj. Balladen blir sångerskans största hit hittills i karriären. Den klättrade till en andraplats på USA:s R&B-lista Hot R&B/Hip-Hop Songs och tog sig även till en tiondeplats på Billboard Hot 100, detta blev Moores första låt på topp-tio på den sistnämnda singellistan. Låten hade en begränsad internationell release och tog sig därför inte in på de flesta topplistor. I Storbritannien nådde spåret till en 69:e plats på UK Singles Chart.
Musikvideon till singeln skickades till BET den 15 mars och hade premiär på MTV första veckan i maj.

## Bakgrund
"Chanté's Got a Man" spelades in år 1998 i Minneapolis med duon Jimmy Jam & Terry Lewis. Konceptet och namnet till låten kom fram när Moore retades av kompositörerna för att hon bara skrev glada sånger och log hela tiden. Sångerskan svarade skämtsamt; "Mobba inte mig för att jag har en man hemma!". Jimmy slutade skratta och utropade "där har vi det! Det är låten vi måste göra!". "Chanté's Got a Man" drivs av piano och en jämn basgång. Moore skrev refrängen och nästan alla de övriga delarna av låten. Sångerskan förklarade att hon tyckte det var ett lätt ämne att skriva om eftersom hon vid tillfället befann sig i en lycklig relation med skådespelaren Kadeem Hardison. I låten sjunger framföraren till sina tjejkompisar att hon är ledsen att de inte tror på att bra män finns, men hon har precis hittat en och han är hemma hos henne. I en av verserna uppmanar hon kompisarna att tro att "alla äpplen i korgen inte behöver vara dåliga".

## Format och innehållsförteckningar
| - Amerikansk CD-singel 1. "Chante's Got A Man" (LP Version) 2. "Your Home Is In My Heart" (Stella's Love Theme) - Amerikansk CD-singel (II) 1. "Chante's Got A Man" (Radio Edit) - 4:11 2. "Chante's Got A Man" (LP Version) - 5:30 3. "Chante's Got A Man" (Instrumental) - 5:33 | - Amerikansk "12 vinyl 1. "Chante's Got A Man" (So So Def Remix) - 3:59 2. "If I Gave Love" - 5:45 3. "Chante's Got A Man" (Hex's Intimate Club Mix) - 7:50 - Amerikansk "12 vinyl (II) 1. "Chante's Got A Man" (LP Version) - 5:30 2. "Chante's Got A Man (Instrumental) - 5:33 3. "Chante's Got A Man" (Acappella) - 5:24 |

## Listor
| Lista (1999)                                | Topp position |
| ------------------------------------------- | ------------- |
| Storbritanniens UK Singles Chart            | 69            |
| Amerikanska Billboard Hot 100               | 10            |
| Amerikanska Billboard Hot R&B/Hip-Hop Songs | 2             |
| Amerikanska Billboard Rhythmic Top 40       | 36            |
| Amerikanska Billboard Dance/Club Play Songs | 34            |

| Vid årets slut (1999)         | Topp position |
| ----------------------------- | ------------- |
| Amerikanska Billboard Hot 100 | 71            |